# Bandidos MC
Bandidos Motorcycle Club is de naam van een internationale motorclub. Ze noemen zichzelf ook wel 'Bandido Nation'. De club werd opgericht in 1966 door Don Chambers in San Leon, in de Amerikaanse staat Texas. Bandidos is een 1%-outlaw-motorclub, een club waarvan de leden zich buiten de wet stellen. Het motto van de club is: We are the people your parents warned you about (Wij zijn de mensen voor wie je ouders gewaarschuwd hebben).

## Nederland
Op 15 maart 2014 werd het eerste chapter in Nederland opgericht in Sittard. De naam van de afdeling werd Bandidos MC Sittard en was een chapter van No Surrender MC. Een dag later werd er een aanslag gepleegd op het huis van Bandidos-president Harrie Ramakers. Daarbij raakte niet alleen de woning van Ramakers zwaar beschadigd, maar ook omliggende huizen en geparkeerde auto's. Ramakers was eerder de vicepresident van de Hells Angels Nomads en is overgelopen naar de Bandidos. De nieuwe club wilde nog voor de zomer van hetzelfde jaar vier afdelingen openen, allemaal aan de Duitse grens. Op 22 maart 2014 werd er weer een aanslag gepleegd op het huis van Ramakers. Nu was er alleen schade aan een raam van het huis en aan een autoruit.

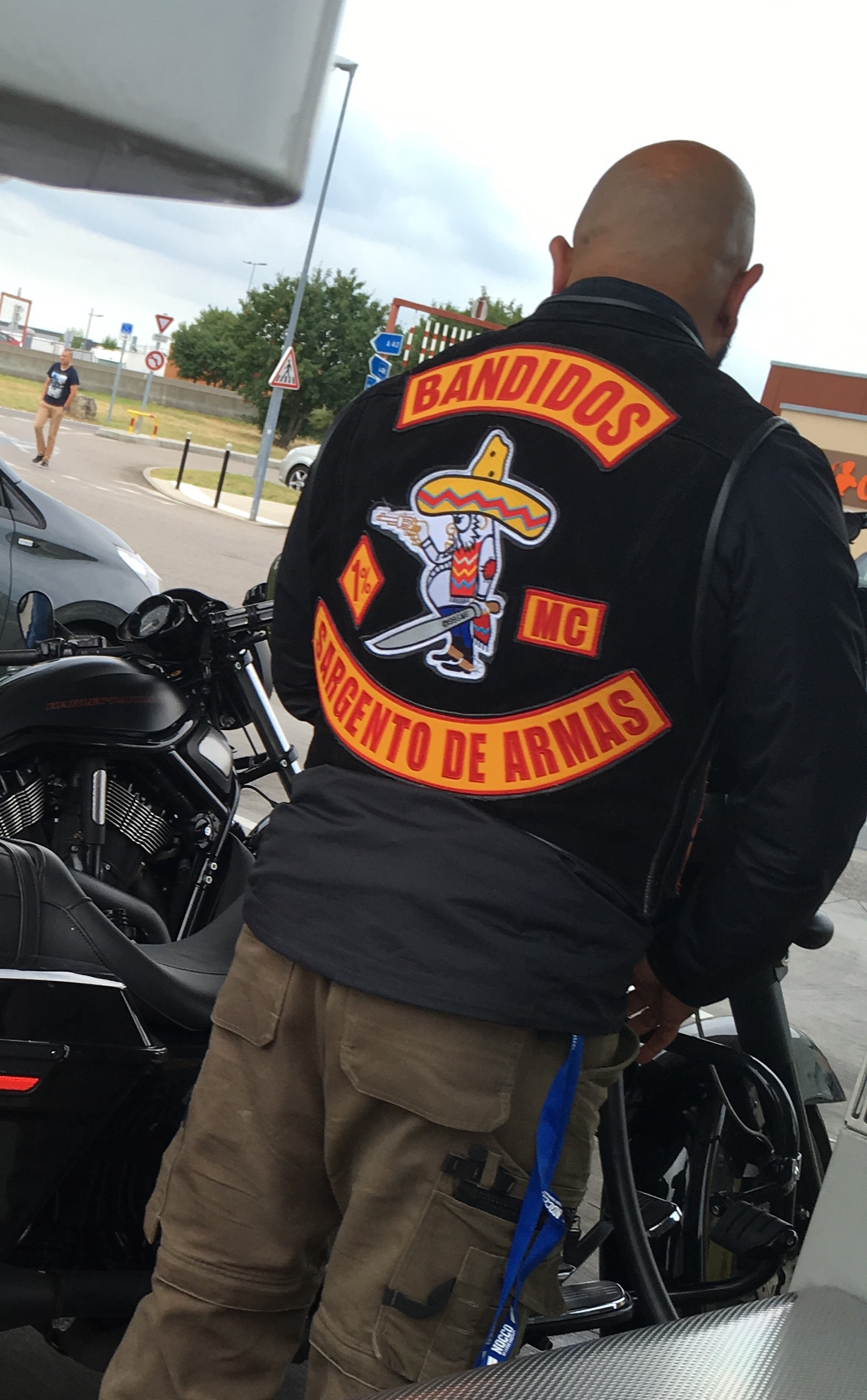
Bandidos

Op 27 maart 2014 berichtten diverse media dat ook in Alkmaar een chapter zou worden gestart. Deze baseerden zich bij de berichtgeving op de website van de Bandidos. Op die website sprak men over een nieuw chapter met de naam Bandidos MC Alkmaar, dat eerder ook een chapter was van No Surrender MC, met als oprichtingsdatum 26 maart 2014. Op 29 maart 2014 werd bij het clubhuis van Bandidos MC Alkmaar in Heerhugowaard brand gesticht. Het was de eerste nacht dat er geen politie bij het clubhuis stond. Op 7 mei 2014 werd er weer een aanslag op een woonhuis gepleegd van een lid van Bandidos, ditmaal in de plaats Susteren. Bij de explosie raakten vijf huizen en een auto beschadigd. De explosie werd veroorzaakt door een handgranaat.
Op 21 juli 2014 bepaalde de rechtbank in Maastricht, dat Bandidos-president Ramakers voor tien maanden de cel in moest vanwege verboden wapenbezit en het bezit van drugs. Hij was samen met vier andere mannen, van wie drie leden van Bandidos, eind maart aangehouden. Bij Ramakers werden wapens in zijn auto gevonden en ook in en om het huis in het Limburgse Geleen waar hij tijdelijk woonde, werd een grote hoeveelheid gevonden.
Op 23 augustus 2014 kreeg de club in Sittard de status van full patch chapter. Hierbij werd het een feit dat Bandidos een volledige club werd in Nederland.
Tijdens een politieactie op 27 mei 2015 werden op dertig plaatsen in Limburg, Brabant en naburige regio's in België en Duitsland huiszoekingen gedaan bij leden van Bandidos en andere motorclubs. Hierbij werden twintig mensen aangehouden, onder wie ook Ramakers. Bij de actie werd er een xtc-laboratorium gevonden, alsmede vijf raketwerpers, automatische handvuurwapens, gestolen auto's en vals geld.
Eind 2016 vroeg het Openbaar Ministerie om Bandidos MC te verbieden. Het civiele verbod zou niet enkel moeten gelden voor de Nederlandse afdeling, maar ook voor de internationale club. Daarmee wilde het OM voorkomen dat buitenlandse Bandidos in Nederland actief werden.
In januari 2017 kwam er in Nijmegen een derde Nederlandse chapter bij. De naam werd Bandidos MC Nijmegen.
De Utrechtse rechtbank verbood op 20 december 2017 per direct de Nederlandse afdeling van Bandidos, omdat de activiteiten van de club in strijd zijn met de openbare orde. De afdeling werd op last van de rechtbank ook per direct ontbonden. De club zou volgens de rechtbank aanzetten tot geweld en geweld verheerlijken. Op 24 april 2020 echter bepaalde de Hoge Raad der Nederlanden, dat plaatselijke afdelingen van de Bandidos niet mogen worden verboden. Wel blijft de overkoepelende Bandidos MC Holland ontbonden.

## België
In België zijn er afdelingen van Bandidos in Lommel, Brussel en Charleroi.